# Plaine de Sorques
La plaine de Sorques, située en Île-de-France sur le terrain d'une ancienne carrière, est une zone protégée[Par qui ?] (Espace Naturel Sensible Départemental, géré par le département de Seine et Marne), située sur la commune française de Montigny-sur-Loing.
Elle abrite de nombreuses espèces d'oiseaux, batraciens et mammifères sauvages. Un chemin en fait le tour, il mène à deux observatoires permettant d'observer les oiseaux et cervidés en toute discrétion. Si l'accès à la zone est interdit au public en temps normal, des sorties thématiques en groupe sont régulièrement organisées par le syndicat d'initiative de Montigny-sur-Loing.